# Чарниш (Польща)
Чарниш (пол. Czarnysz) — село в Польщі, у гміні Водзеради Ласького повіту Лодзинського воєводства.
Населення — 64 особи (2011).
У 1975-1998 роках село належало до Серадзького воєводства.

## Демографія
Демографічна структура станом на 31 березня 2011 року:
|          | Загалом | Допрацездатний вік | Працездатний вік | Постпрацездатний вік |
| -------- | ------- | ------------------ | ---------------- | -------------------- |
| Чоловіки | 39      | 10                 | 25               | 4                    |
| Жінки    | 25      | 5                  | 16               | 4                    |
| Разом    | 64      | 15                 | 41               | 8                    |